# 19570 Jessedouglas
19570 Jessedouglas este un asteroid din centura principală de asteroizi.

## Descriere
19570 Jessedouglas este un asteroid din centura principală de asteroizi. A fost descoperit pe 13 iunie 1999 la Prescott (Arizona) de Paul G. Comba. Asteroidul prezintă o orbită caracterizată de o semiaxă mare de 2,40 ua, o excentricitate de 0,07 și o înclinație de 5,1° în raport cu ecliptica.